# Antinephele marcida
Antinephele marcida là một loài bướm đêm thuộc họ Sphingidae. Nó được miêu tả bởi Holland năm 1893, và có ở forests từ Cameroon tới Uganda và miền tây Kenya.
Chiều dài cánh trước là 23–26 mm.